# ناکریوانگ
ناکریوانگ (به صربی: Nakrivanj) یک منطقهٔ مسکونی در صربستان است که در لسکواس واقع شده‌است. ناکریوانگ ۱٬۳۱۵ نفر جمعیت دارد.